# Un panier de palourdes
Un panier de palourdes est une aquarelle de l'artiste américain Winslow Homer dans la collection du Metropolitan Museum of Art de New York.